# Tycomarptes limoni
Tycomarptes limoni là một loài bướm đêm trong họ Noctuidae.